# Лохвицька фортеця
Лохвицька фортеця — фортеця на території міста Лохвиці на Полтавщині (нині районний центр), що існувала у XVI—XVIII століттях.
Фортеця була споруджена наприкінці XVI століття між річками Лохвицею і Сулицею на території давньоруського городища.
Вперше згадується під 1618 роком, коли місто належало князю Вишневецькому. 
У XVII столітті оборонна огорожа складалася з насипного земляного валу й частоколу з бійницями для гармат по гребеню. Конфігурація Лохвицької фортеці наближалася до півкруглої, з трьох боків мала природні водні перешкоди. Всередину вело 4 брами, іменовані за назвами передмість: Микільська, Спаська, Шиянська і Засулицька. Остання послужила основою міського герба.
У 1666 році фортечний гарнізон складався із 100 козаків на чолі з полковником К. Могилевським.
1669 року Лохвицьку фортецю захопили кримські татари.
У 1680 році дерев'яні укріплення цитаделі згоріли внаслідок пожежі. 
Під час Північної війни (1709—21) у Лохвиці був розквартирований шведський загін, тут зберігалася скарбниця гетьмана Івана Мазепи.  
У XVIII столітті Лохвицька фортеця втратила військове значення й занепала. Її територію використовували під житлову забудову, тут розміщалися торгові ряди, 3 церкви: соборна Різдва Богородиці (збудована 1763 року кошовим Запорізької Січі Петром Калнишевським), Благовіщенська (1740), Преображенська (1772).
Залишки земляних укріплень Лохвицької фортеці у середині XIX століття використовували для виробництва селітри.  

## Джерело
- Лохвицька фортеця // За ред. А. В. Кудрицького. Полтавщина : Енцикл. довід.. — К. : УЕ, 1992. — С. 1024. — ISBN 5-88500-033-6. — с. 469